# James A. Bellamy
James A. Bellamy (1925 – 21 de julio de 2015) fue un profesor estadounidense. Fue profesor emérito de literatura árabe en la Universidad de Míchigan.

## Investigación
Bellamy fue un importante estudioso en la crítica textual del Corán, llegando a ser descrito como el «decano» de su emendación, y uno de los pocos que practicaron la emendación desde Ignác Goldziher y Theodor Nöldeke. En una serie de artículos entre 1973 y 2002 en el Journal of the American Oriental Society, Bellamy propuso varias enmiendas conjeturales al texto estándar del Corán. Bellamy describía la crítica textual como una «adicción» para él. Resumía su trabajo como «la corrección de errores en los textos».
El enfoque de Bellamy lo sitúa dentro de la escuela revisionista de estudios islámicos.

## Publicaciones seleccionadas
- «The Mysterious Letters of the Koran: Old Abbreviations of the Basmalah». Journal of the American Oriental Society 93 (3): 267-285. jul.–sep. 1973. JSTOR 599460. doi:10.2307/599460.
- «Some Proposed Emendations to the Text of the Koran». Journal of the American Oriental Society 113 (4): 562-573. oct.–dic. 1993. JSTOR 606724. doi:10.2307/606724.
- «More Proposed Emendations to the Text of the Koran». Journal of the American Oriental Society 116 (2): 196-204. abr.–jun. 1996. JSTOR 605695. doi:10.2307/605695.
- «Textual Criticism of the Koran». Journal of the American Oriental Society 121 (1): 1-6. ene.–mar. 2001. JSTOR 606724. doi:10.2307/606724.
- «A Further Note on ʿĪsā». Journal of the American Oriental Society 122 (3): 587-588. jul.–sep. 2002. JSTOR 3087526. doi:10.2307/3087526.
- McAuliffe, Jane Dammen, ed. (2006). «Textual Criticism of the Qurʼān». Encyclopedia of the Qur'ān 5. Brill. pp. 237-252.